# HMS Spragge (K572)
HMS Spragge (K572) là một tàu frigate lớp Captain của Hải quân Hoàng gia Anh hoạt động trong Chiến tranh Thế giới thứ hai. Nó nguyên được Hoa Kỳ chế tạo như chiếc DE-563 (chưa đặt tên), một tàu hộ tống khu trục lớp Buckley, và chuyển giao cho Anh Quốc theo Chương trình Cho thuê-Cho mượn (Lend-Lease). Nó là chiếc tàu chiến thử tư được đặt cái tên này, được đặt theo Đô đốc Sir Edward Spragge (1620-1673), người từng tham gia các cuộc Chiến tranh Anh-Hà Lan. Nó đã phục vụ cho đến khi chiến tranh kết thúc tại Châu Âu, hoàn trả cho Hoa Kỳ năm 1946, và cuối cùng bị bán để tháo dỡ vào năm 1947.

## Thiết kế và chế tạo
Buckley là một trong số sáu lớp tàu hộ tống khu trục được Hải quân Hoa Kỳ chế tạo nhằm đáp ứng nhu cầu hộ tống vận tải trong Thế Chiến II, sau khi Hoa Kỳ chính thức tham chiến vào cuối năm 1941. Chúng hầu như tương tự nhau, chỉ với những khác biệt về hệ thống động lực và vũ khí trang bị. Động cơ của phân lớp Backley bao gồm hai turbine hơi nước General Electric để dẫn động hai máy phát điện vận hành hai trục chân vịt, và dàn vũ khí chính bao gồm 3 khẩu pháo pháo 3 in (76 mm)/50 cal.
Những chiếc phân lớp Buckley (TE) có chiều dài ở mực nước 300 ft (91 m) và chiều dài chung 306 ft (93 m); mạn tàu rộng 37 ft 1 in (11,30 m) và độ sâu mớn nước khi đầy tải là 11 ft 3 in (3,43 m). Chúng có trọng lượng choán nước tiêu chuẩn 1.430 tấn Anh (1.450 t); và lên đến 1.823 tấn Anh (1.852 t) khi đầy tải. Hệ thống động lực bao gồm hai nồi hơi và hai turbine hơi nước General Electric công suất 13.500 mã lực (10.100 kW), dẫn động hai máy phát điện công suất 9.200 kilôwatt (12.300 hp) để vận hành hai trục chân vịt;  công suất 12.000 hp (8.900 kW) cho phép đạt được tốc độ tối đa 23 kn (26 mph; 43 km/h). Con tàu mang theo 359 tấn Anh (365 t) dầu đốt, cho phép di chuyển đến 6.000 nmi (6.900 mi; 11.000 km) ở vận tốc đường trường 12 kn (14 mph; 22 km/h).
Vũ khí trang bị bao gồm pháo 3 in (76 mm)/50 cal trên ba tháp pháo nòng đơn đa dụng (có thể đối hạm hoặc phòng không), gồm hai khẩu phía mũi và một khẩu phía đuôi. Vũ khí phòng không tầm gần bao gồm hai pháo Bofors 40 mm và tám pháo phòng không Oerlikon 20 mm. Con tàu có ba ống phóng ngư lôi Mark 15 21 inch (533 mm). Vũ khí chống ngầm bao gồm một dàn súng cối chống tàu ngầm Hedgehog Mk. 10 (có 24 nòng và mang theo 144 quả đạn); hai đường ray Mk. 9 và bốn máy phóng K3 Mk. 6 để thả mìn sâu. Thủy thủ đoàn đầy đủ bao gồm 200 sĩ quan và thủy thủ.
Spragge được đặt lườn như là chiếc DE-563 (chưa đặt tên) tại xưởng tàu của hãng Bethlehem-Hingham Steel Shipyard ở Hingham, Massachusetts vào ngày 15 tháng 9, 1943 và được hạ thủy vào ngày 16 tháng 10, 1943. Con tàu được chuyển giao cho Anh Quốc và nhập biên chế cùng Hải quân Anh như là chiếc HMS Spragge (K572) vào ngày 14 tháng 1, 1944  dưới quyền chỉ huy của Hạm trưởng, Thiếu tá Hải quân Gilbert Shaw Grant.

## Lịch sử hoạt động
Sau khi hoàn tất việc chạy thử máy và huấn luyện cùng một thủy thủ đoàn người Canada, Spragge đi đến St. John's, Newfoundland để gia nhập một đoàn tàu vận tải cho chuyến đi vượt Đại Tây Dương sang quần đảo Anh. Sau khi đi đến Londonderry (thường gọi tắt là Derry), Bắc Ireland vào tháng 2, 1944, một thủy thủ đoàn người Anh đến thay phiên tiếp nhận con tàu tại Lisahally vào ngày 28 tháng 2. Sang tháng 3, được cải biến tại một xưởng tàu cho phù hợp với hoạt động của Hải quân Anh.
Spragge đi đến Tobermory trên đảo Mull thuộc Scotland vào tháng 4 để thực hành huấn luyện cùng thủy thủ đoàn mới, và sau khi hoàn tất đã đi đến Belfast, Bắc Ireland vào tháng 5, nơi nó gia nhập Đội hộ tống 113 và đảm nhiệm vai trò soái hạm, phục vụ cùng với tàu chị em Hotham (K583), tàu khu trục Hambledon (L37) cùng các tàu xà lúp Hind (U39) và Magpie (U82). Hải đội làm nhiệm vụ hộ tống cho lực lượng đổ bộ Đồng Minh tham gia Chiến dịch Neptune, hoạt động hải quân trong khuôn khổ cuộc đổ bộ Normandy dự định tiến hành vào tháng 6, 1944.
Lên đường đi Milford Haven, Wales, Đội hộ tống 113 gia nhập cùng Đội hộ tống 112, vốn bao gồm các tàu chị em Waldegrave (K579) và Whitaker (K580), tàu khu trục Blencathra (L24) cùng các tàu xà lúp Hart (U58) và Whimbrel (U29). Họ có nhiệm vụ hộ tống cho Đoàn tàu EBP2, bao gồm gồm năm tàu chở quân vận chuyển binh lính Lục quân Hoa Kỳ sang đổ bộ tại bãi Utah, các tàu chỉ huy cho cảng nổi Mulberry cùng ba tàu buôn nhỏ. Cuộc đổ bộ bị trì hoãn mất 24 giờ do thời tiết xấu; ngày D được chuyển sang 6 tháng 6, và lực lượng rời eo biển Bristol vào sáng ngày hôm đó, băng qua eo biển The Solent vào ngày hôm sau và đi đến ngoài khơi bãi Utah vào ngày 8 tháng 6. Spragge đi đến Plymouth vào ngày 9 tháng 6, tiếp tục hộ tống các đoàn tàu vận tải chuyển lực lượng tăng viện và tiếp liệu sang các bãi đổ bộ theo kế hoạch của Chiến dịch Neptune cho đến khi hoàn thành nhiệm vụ vào ngày 24 tháng 6. Sau đó con tàu chuyển sang dưới quyền Bộ chỉ huy Plymouth vào tháng 8, làm nhiệm vụ hộ tống vận tải tại khu vực eo biển Manche.
Sang tháng 9, khi các đoàn tàu vận tải Đồng Minh bắt đầu đi đến các cảng Pháp và Hà Lan vừa được giải phóng, phía Đức bắt đầu tăng cường đánh phá bằng tàu ngầm U-boat và tàu phóng lôi E-boat (tên tiếng Đức: Schnellboot). Spragge được điều động sang phục vụ hộ tống vận tải dưới quyền Bộ chỉ huy Portsmouth cùng các tàu chị em Hargood (K582), Hotham và Waldegrave trong eo biển Manche và tại Bắc Hải. Nó tiếp tục nhiệm vụ này mãi cho đến tháng 2, 1945, khi nó gặp tai nạn va chạm với một xuồng đổ bộ khi di chuyển từ Walcheren về Anh, khiến một hạ sĩ quan bị thương nặng và mũi tàu bị thủng. Do các xưởng tàu tại Chatham và Portsmouth đang bị quá tải, nó phải đi đến Devonport để sửa chữa, phải đi lui trên đường đi để giảm ngập nước phần mũi tàu. Việc sửa chữa đã kéo dài trong nhiều tuần lễ.
Sau khi hoàn tất sửa chữa, Spragge quay lại phục vụ cùng Chi hạm đội Khu trục 1 tại Portsmouth vào tháng 5. Sau khi chiến tranh chấm dứt tại châu Âu, con tàu được chọn để cải biến thành một trạm phát điện nổi di động. Nó đi vào Xưởng tàu Portsmouth, và trong giai đoạn tháng 6 từ đến tháng 8 được tháo dỡ tất cả vũ khí và được tăng cường thiết bị phát điện. Nó được dự định sẽ điều động sang phục vụ cùng Hạm đội Thái Bình Dương Anh Quốc tại Viễn Đông; tuy nhiên do Nhật Bản đã chấp nhận đầu hàng vào ngày 15 tháng 8 giúp kết thúc cuộc xung đột, kế hoạch cải biến thành trạm phát điện bị hủy bỏ, con tàu được trang bị lại vũ khí, và hệ thống động lực được phục hồi nguyên trạng như ban đầu.
Vào tháng 10, 1945, Spragge cùng Hotham với được điều động sang Singapore, nơi Hotham phục vụ như một trạm phát điện nổi di động cung cấp điện cho các xưởng đóng tàu bị hư hại nặng. Spragge tiếp tục đi sang Hong Kong vào tháng 11, nơi nó hoạt động tuần tra các tuyến đường hàng hải đồng thời vận chuyển nhân sự và tiếp liệu giữa các căn cứ tại Đông Dương thuộc Pháp, Trung Quốc và Nhật Bản cho đến tháng 1, 1946, khi nó được lệnh chuẩn bị để hoàn trả cho Hoa Kỳ. Nó đi đến vịnh Subic trên đảo Luzon thuộc Philippines vào tháng 2.
Spragge được chính thức hoàn trả cho Hoa Kỳ tại vịnh Subic vào ngày 28 tháng 2, 1946, nhằm giảm bớt chi phí mà Anh phải trả cho Hoa Kỳ trong Chương trình Cho thuê-Cho mượn (Lend-Lease). Do dư thừa so với nhu cầu về tàu chiến sau khi chiến tranh đã chấm dứt, nó bị bán để tháo dỡ tại Philippines vào ngày 18 tháng 11, 1947. Hai turbine hơi nước điện của con tàu được phục hồi vào năm 1949 và sử dụng như máy phát điện cho hãng Visayan Electric Company tại Cebu, Philippines.